# St. Laurentius (Alteberspoint)
Die römisch-katholische Filialkirche St. Laurentius in Alteberspoint, einem Ortsteil des Marktes Velden im niederbayerischen Landkreis Landshut, ist eine kleine spätgotische Saalkirche aus der zweiten Hälfte des 15. Jahrhunderts. Das dem heiligen Laurentius von Rom (Gedenktag: 10. August) geweihte Gotteshaus ist als Baudenkmal mit der Nummer D-2-74-183-27 beim Bayerischen Landesamt für Denkmalpflege eingetragen. Es gehört zur Pfarrei Eberspoint-Ruprechtsberg, die wiederum dem Pfarrverband Velden angehört.

## Geschichte
Die spätgotische Kirche wurde in der zweiten Hälfte des 15. Jahrhunderts erbaut.
Die Kirche war in den 1880er Jahren in einem schlechten baulichen Zustand und sollte abgebrochen werden. Dagegen wehrte sich das Erzbischöfliche Ordinariat in München, da die Kirche bereits im Jahr 795 erstmals urkundlich erwähnt worden war und somit die älteste christliche Kultstätte der Pfarrei Ruprechtsberg ist. Stattdessen wurden Mittel für die nötigen Instandsetzungsmaßnahmen, insbesondere die Neueindeckung des Daches, die Errichtung eines Vordachs über dem Portal und eine Sanierung des Dachreiters, zur Verfügung gestellt. Diese wurden 1886/87 von der Kirchenverwaltung in Eigenregie durchgeführt. Einige Arbeiten übernahm der Zimmerermeister Paul Stummer aus Velden.
Im Jahr 1914 stand erneut der Abbruch der Kirche zur Diskussion. Es war befürchtet worden, dass sich der Dachreiter in einem solch schlechten Zustand befindet, dass dieser abgerissen werden muss. Der Wiederaufbau des Turmes hätte über 1000 Mark gekostet, was nicht rentabel gewesen wäre – auch vor dem Hintergrund, dass in Eberspoint um dieselbe Zeit der Neubau einer größeren Kirche geplant wurde. Nachdem der königliche Generalkonservator jedoch festgestellt hatte, dass der Turm erhalten und wieder instand gesetzt werden könne, wurde vom Abriss der Filialkirche erneut abgesehen.
Die Filialkirche wurde zuletzt 1981 außen und innen renoviert.

## Beschreibung

### Architektur
Die kleine, nach Osten ausgerichtete Saalkirche umfasst einen nicht eingezogenen Chor mit zwei Jochen und Schluss in drei Achteckseiten sowie ein Langhaus mit drei Jochen. Der komplett verputzte Bau ist bis auf kurze, schwache Dreieckstreben am Chor ungegliedert. Die Fensteröffnungen waren ursprünglich schmaler und spitzbogig. Heute sind sie oben und unten barock ausgerundet. Das einzige Portal befindet sich auf der Westseite unter einem kleinen Vordach. Es besitzt einen geraden Sturz. Das ehemalige Südportal ist heute vermauert. Aus dem gemeinsamen Satteldach von Chor und Langhaus entwächst auf der Westseite ein Dachreiter, bestehend aus einem kurzen quadratischen Schaft, einem Achteckaufsatz mit Schallöffnungen und einer barocken Zwiebelkuppel.
Der Innenraum ist von schwachen gefasten Wandpfeilern und spitzen Schildbögen gegliedert. Vom Gewölbe sind die spätgotischen Rippen und Konsolen abgeschlagen, sodass es sich heute tonnenähnlich präsentiert. Der Chorbogen ist spitzbogig ausgeführt und beidseits mit einer Doppelkehle zwischen Fasen profiliert. Im Chor befinden sich mehrere Wandnischen zur Aufnahme liturgischer Geräte.

### Ausstattung
Der Hochaltar, der einzige Altar in der Kirche, ist barock und stammt aus dem 17. Jahrhundert. Er wurde später mit Rokoko-Verzierungen versehen. Der Aufbau wird von zwei mit Engelsköpfen verzierten Säulen getragen. Das Altarblatt aus dem 18. Jahrhundert stellt das Martyrium des Kirchenpatrons Laurentius dar.
Aus dem Dachreiter läutet eine Glocke mit einem Durchmesser von 37 Zentimetern, die 1765 von Carl Gottlieb Hancke in Landshut gegossen wurde. Die Umschrift lautet: CARL GOTTLIEB HANCKE IN LANDTSHVT GOSS MICH 1765.